# Nlog
NLogは、Mono及び.NET Framework用のロギングユーティリティ。主にデバッグ用ツールとして使用されている。
BSDライセンスの下でソースコードが公開および配布されているオープンソース・プロジェクトである。
開発は、マイクロソフトの社員であるJarek Kowalskiにより主導されているが、あくまでも勤務時間外に開発しているものであり、マイクロソフトとは関係ないとしている。ただしNLogのソースコードの一部がMSDNの解説に用いられたりしている。現在は有志によるNLogプロジェクトが開発管理を行っている。
Visual Studioとシームレスに連携できる。